# Adriano Rimoldi
Adriano Rimoldi (La Spezia, 3 août 1912 – Rome, 19 juin 1965) est un acteur italien de cinéma, télévision et théâtre.

## Filmographie
- 1939 : Mille Lires par mois (Mille lire al mese) de Max Neufeld
- 1941 : La Tosca de Carl Koch
- 1942 : Le Lion de Damas (Il leone di Damasco) de Corrado D'Errico et Enrico Guazzoni
- 1945  : Carmen de Christian-Jaque - Marquez, le lieutenant des Dragons
- 1948 : Alhucemas de  José López Rubio - capitaine Suarez
- 1951 : Il mago per forza de Marino Girolami, Marcello Marchesi et Vittorio Metz